# Бутижница
Бутижница (Брзица или Бутишница) је река у Републици Хрватској и десна притока реке Крке. Дуга је 39 km, са површином слива од 225 km². Извире код села Калдрме, а у Крку се улива код Книна. Највеће притоке су Мрачај и Радљевац.
У горњем и доњем току тече отворенијом долином, а у средњем току кречњачком сутјеском. Долином води железничка пруга између Книна и Бихаћа.

## Галерија
- Бутижница у јануару.
- Бутижница крајем јуна мјесеца.
- Табла на друмском прелазу преко ријеке.
- Железнички мост преко ријеке.
- Ушће лијеве притоке ријеке Марчинковац у Бутижницу.
- Ушће Бутижнице у Крку.